# Bikini Warriors
 (septembre 2020).
Si vous disposez d'ouvrages ou d'articles de référence ou si vous connaissez des sites web de qualité traitant du thème abordé ici, merci de compléter l'article en donnant les références utiles à sa vérifiabilité et en les liant à la section « Notes et références ».

Bikini Warriors (ビキニ・ウォリアーズ, Bikini Woriāzu) est une franchise japonaise. Il s'agit principalement d'une série de figurines fantastiques créés par Hobby Japan et Megahouse, mettant en scène des personnages de plusieurs artistes, dont Rei Hiroe, Hisasi, Saitom et Tony Taka.
Une adaptation en anime de douze épisodes de quatre minutes, et cinq OAVs produite par feel. a également vu le jour.
Une série de mangas et un jeu vidéo ont également été annoncés.

## Synopsis
La série se compose de courtes séquences d'histoire montrant les mésaventures de quatre aventurières dans un monde fantastique rempli de monstres dangereux et de magiciens hostiles. Vêtus d'une armure de type bikini, généreusement découpée mais efficace, les quatre femmes doivent apprendre à surmonter les aléas de leur monde pour subvenir à leurs dépenses quotidiennes tout en essayant de se familiariser avec l'idée de devoir montrer leurs courbes.